# 刑法官
刑法官（けいほうかん）は、明治政府初期の官制を定めた政体書に基づく太政官制において設置された太政官（七官）のうち、司法を担当した機関。

## 概要
明治政府発足時の国家体制では、総裁、議定、参与からなる三職の下に、神祇、内国、外国、海陸、会計、刑法、制度の七科が置かれ（三職七科制）、その後、総裁局を追加して八局が置かれた（三職八局制）。
このうち、七科制における刑法事務科の長官である事務総督の職掌や、八局制における刑法事務局の職掌として、「監察弾糺捕亡断獄諸刑律ノ事ヲ督ス」と定められた。
1868年6月11日（閏4月21日）に制定された政体書では、「天下ノ権力総テコレヲ太政官ニ帰ス」とされて権力が太政官に集中された。そのうえで、「太政官ノ権力ヲ分ツテ立法行法司法ノ三種トス」として太政官の権力を立法・行政・司法に分立する制度であった。太政官は議政官、行政官、神祇官、会計官、軍務官、外国官、刑法官の七官に分けられ、そのうち刑法官は司法を担当した。
刑法官の長官である知官事の職掌として、「総判執法守律監察糾弾捕亡断獄」と定められ、刑法事務科及び事務局と同様の機能を担い、その下に監察司、鞠獄司、捕亡司が置かれた。
1869年（明治2年）5月22日、弾正台が設置されると同時に監察司が廃止され（明治2年5月22日太政官達「弾正台ヲ置キ刑法官中監察司ヲ廃ス」）、監察糾弾の事務が刑法官から弾正台に引き継がれた。
同年7月8日の職員令の制定により刑法官は廃止され、二官六省制での刑部省となった。